# Bălănești, Buzău
Bălănești este un sat în comuna Cozieni din județul Buzău, Muntenia, România. Satul se află în zona Subcarpaților de Curbură, pe malurile râului Bălăneasa.

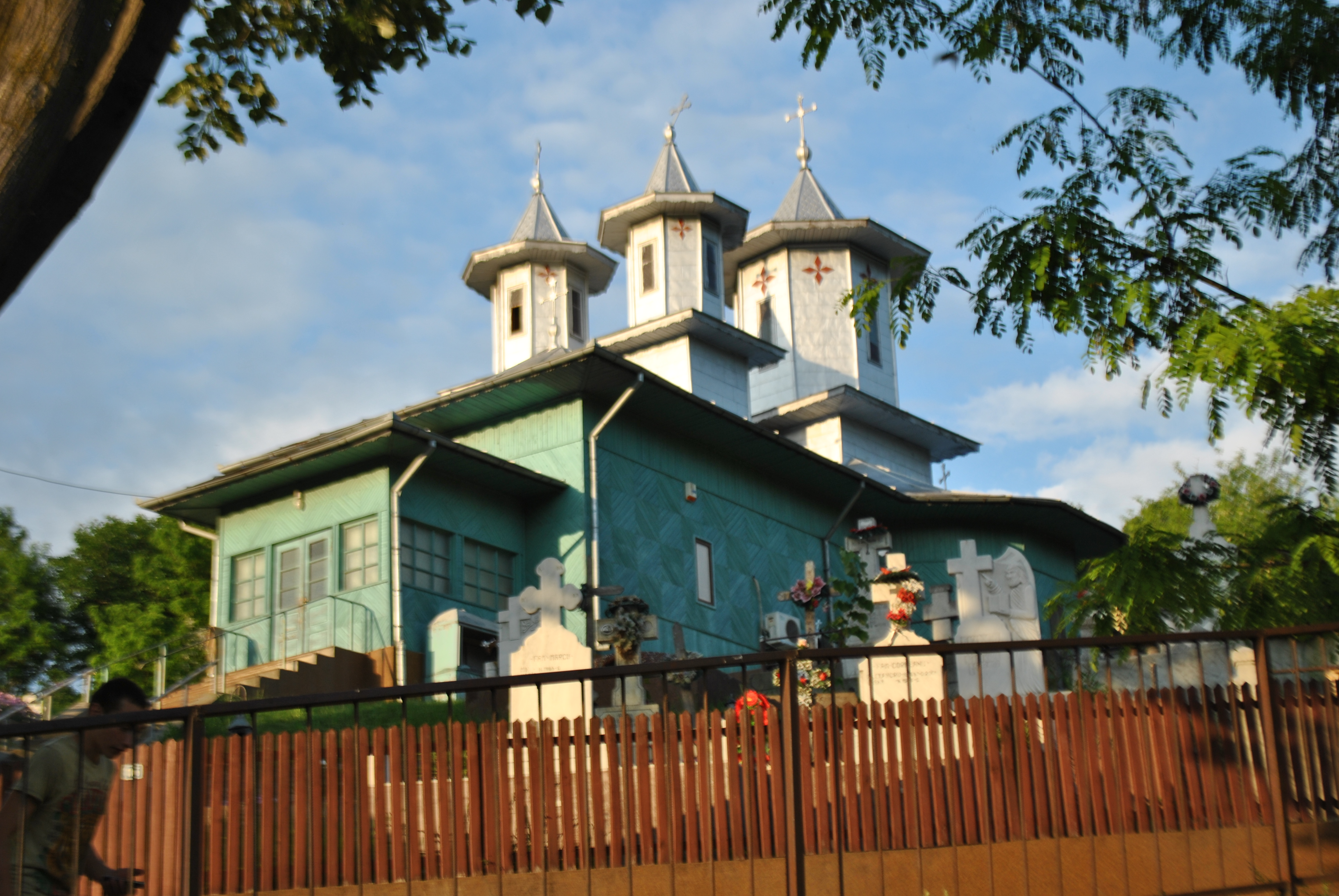
Biserica de lemn „Sf. Voievozi” din Bălănești (1841) este un monument istoric aflat pe teritoriul satului Bălănești

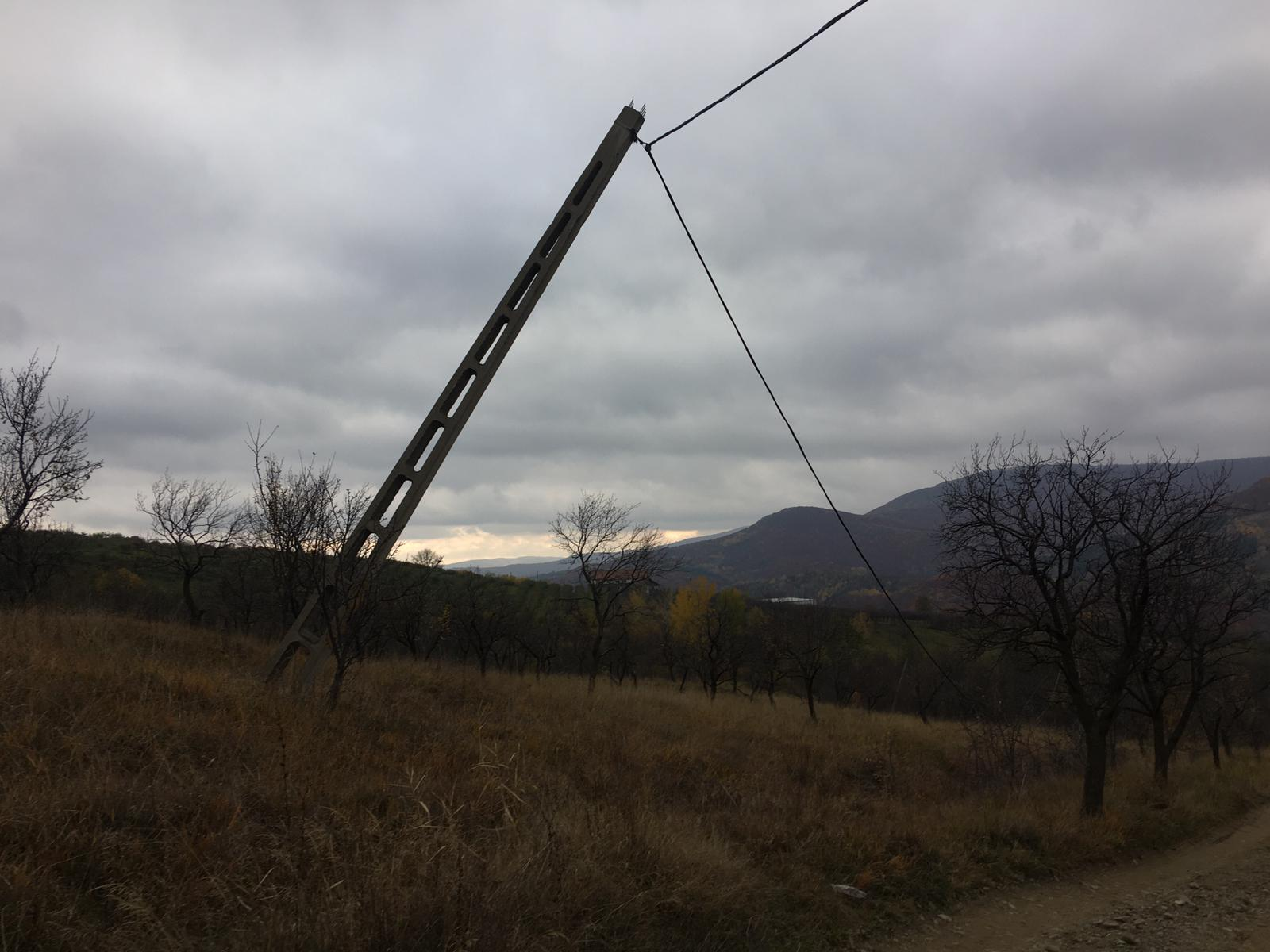
Stâlp electric in pericol de cadere între Fața lui Nan și drumul județean DJ203L in Bălănești

## Monumente istorice
Patru obiective din satul Bălănești sunt incluse în lista monumentelor istorice din județul Buzău ca monumente de interes local
Două dintre ele sunt situri arheologice, situate în zona satului Bălănești: așezarea din zona „pe poduri”, aparținând culturii Gumelnița din eneolitic (mileniul al IV-lea î.e.n.), și necropola din epoca migrațiilor (secolele al VII-lea–al VIII-lea e.n.) aflată în zona „la Făcăiana”, lângă grajdurile fostului CAP.
Alte două obiective sunt clasificate ca monumente de arhitectură, toate biserici. Acestea sunt biserica „Adormirea Maicii Domnului” (cu clopotnița) din satul Bălănești (1834–1841), precum și biserica „Sfinții Voievozi” din același sat (1841).